# Bruzovice
Bruzovice är en ort i Tjeckien. Den ligger i den östra delen av landet, 290 km öster om huvudstaden Prag. Bruzovice ligger 291 meter över havet och antalet invånare är 732.
Terrängen runt Bruzovice är platt.Runt Bruzovice är det tätbefolkat, med 343 invånare per kvadratkilometer. Närmaste större samhälle är Ostrava, 16,0 km nordväst om Bruzovice. Omgivningarna runt Bruzovice är en mosaik av jordbruksmark och naturlig växtlighet.